# Crataegus shensiensis
Crataegus shensiensis es una especie de planta del género Crataegus, perteneciente a la familia Rosaceae.

## Taxonomía
Crataegus shensiensis fue descrita por Antonina Poyárkova en 1950.

## Distribución
Se encuentra en el territorio centro-norte de China.